# غار معصوم‌آباد
غار معصوم‌آباد مربوط به دوره ساسانیان است و در شهرستان مرودشت، بخش مرکز ی، دهستان رودبال، شمال روستای معصوم‌آباد، ارتفاع ۴۳۰ متری جنوب شرقی کوه گزین (شکسته) واقع شده و این اثر در تاریخ ۳۰ بهمن ۱۳۸۶ با شمارهٔ ثبت ۲۰۷۹۵ به‌عنوان یکی از آثار ملی ایران به ثبت رسیده است.